# Nápolyi siklóvasutak

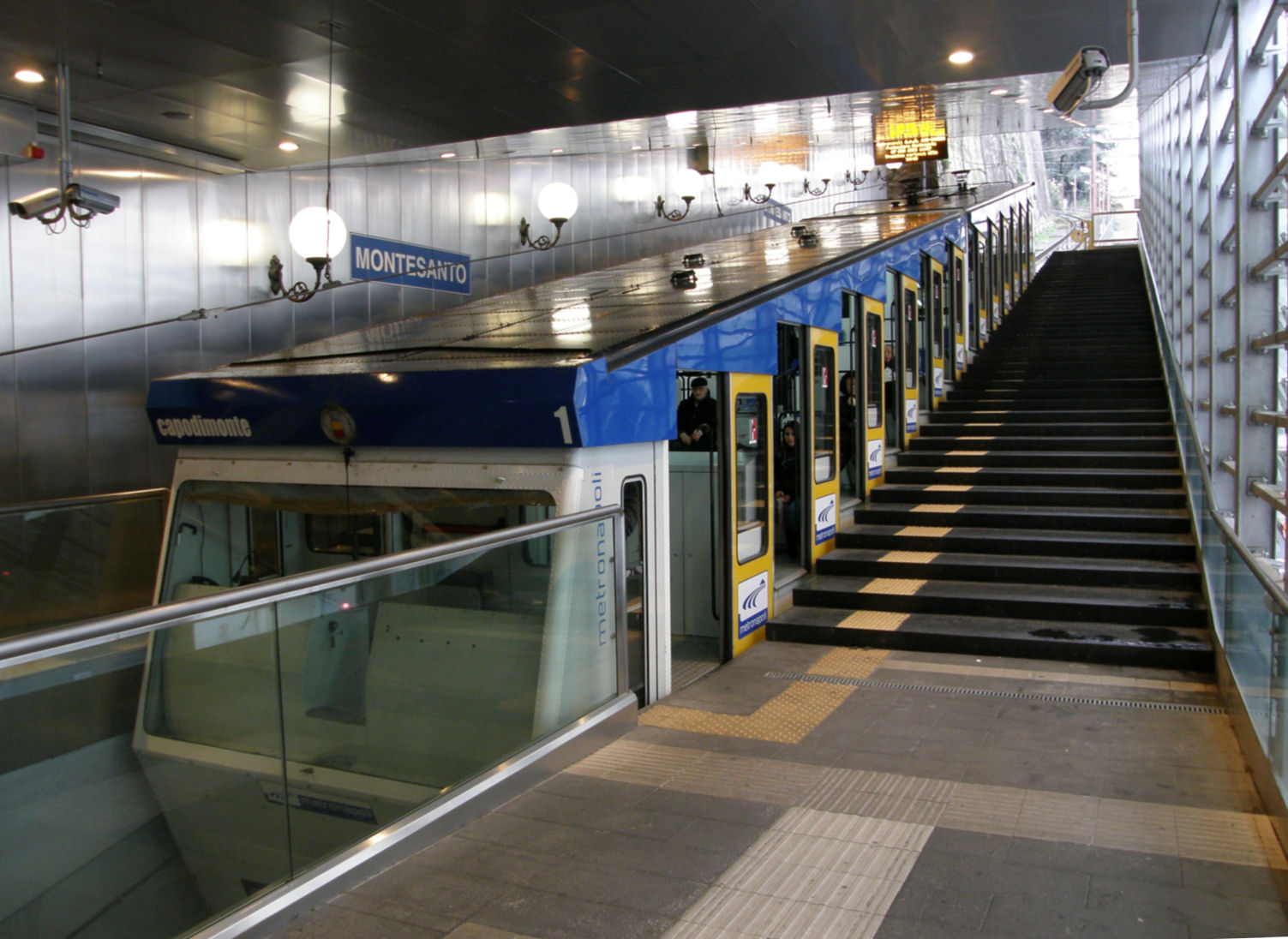
A montesantói sikló

A nápolyi városi közlekedés sajátos formája a siklóvasút (La Funicolare Vesuviana). Ma négy vonala működik a városban, ezekből három a Vomero dombra, míg egy a Posillipo-dombra vezet.

## Montesantói sikló
- Hossza: 825 m
- Szintkülönbség: 168 m
- Átlagos dőlés: 20%
- Sebesség: 7 m/s
- Menetidő: 4 perc 25 másodperc

A siklóvasutat 1891. május 30-án adták át a forgalomnak  ötéves  építkezési munka után. 1936-ban lecserélték a kocsikat. A II. világháború során nem üzemelt, de – mivel nem szenvedett komolyabb károkat – 1944-ben újraindították. Jelenleg három állomása van: Montesanto, Vittorio Emmanuele és Morghen. A negyedik állomást (Via Raffaello) jelenleg építik. Szerelvényenként 300 utas szállítására képes.

## Chiaiai sikló
- Hossza: 536 m
- Szintkülönbség: 161 m
- Átlagos dőlés: 29%
- Sebesség: 7,5 m/s
- Menetidő: 3 perc 8 másodperc

Az 1800-as évekre a Vomero domb Nápoly első számú lakónegyede lett. Ekkor lett szükség a montesantói és a chiaia-i siklóvasút megépítésére. Ez utóbbit 1889. október 15-én adták át a forgalomnak. Gőzmeghajtásúra tervezték, majd a XX. században  átalakították elektromos meghajtásúvá. Jelenleg négy állomása van: Piazza Margherita, Vittorio Emmanuele, Palazzolo és Cimarosa. Szerelvényenként 300 utas szállítására képes.

## Központi sikló
- Hossza: 1270  m
- Szintkülönbség: 170 m
- Átlagos dőlés: 13%
- Sebesség: 7 m/s
- Menetidő: 5 perc 45 másodperc

A központi siklóvasút a Vomero lakónegyedet köti össze a San Ferdinando negyeddel. 1928. október 28-án adták át a forgalomnak. A világ leghosszabb és legszebb kábelvasútai közé sorolják. Szerelvényenként 450 utas szállítására képes.

## Mergellinai sikló
- Hossza: 570  m
- Szintkülönbség: 147 m
- Átlagos dőlés: 16%
- Sebesség: 3,5 m/s
- Menetidő: 7 perc

A mergellinai a legfiatalabb siklóvasút Nápolyban, 1931. május 24-én állt forgalomba. Jelenleg öt állomása van: Mergellina, San Antonio, San Gioacchino, Piazza Angellina, Via Manzoni. Szerelvényenként 480 utas szállítására képes.

## Külső hivatkozások
- https://web.archive.org/web/20090418040201/http://www.metro.na.it/